# Агияр, Жуакин Антониу де
Жуакин Антониу де Агияр (порт. Joaquim António de Aguiar; 24 августа 1792, Коимбра — 26 мая 1884, Лиссабон) — португальский политический и государственный деятель. Трижды занимал пост премьер-министра Португалии (в 1841—1842, 1860 и 1865—1868 годах).

## Биография

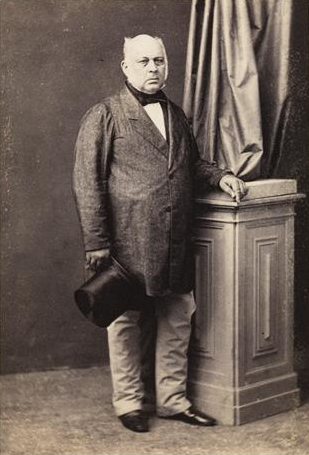
Жуакин Антониу де Агияр

Выпускник Коимбрского университета. Участник Наполеоновских войн. 
Наиболее известен тем, что, занимая пост министра юстиции во время регентства Педро IV, 30 мая 1834 года издал закон, которым на территории Португалии были упразднены «все монастыри, скиты, коллегиумы» и реквизирована в пользу государства вся собственность католических монашеских и духовно-рыцарских орденов. Реквизированной у католической церкви собственностью с этого времени распоряжалось Национальное казначейство. Этот закон и его антицерковный дух принесли Агияру прозвище «O Mata-Frades» (с порт. — «Убийца монахов»).